# Rudy Verdonck
Rudy Verdonck (Turnhout, 7 augustus 1965) is een Belgisch voormalig beroepswielrenner. Hij reed voor onder meer Lotto, Gatorade en Collstrop.

## Belangrijkste overwinningen
1988
- 11e etappe Ronde van de Europese Gemeenschap

1991
- Puntenklassement Kellogg's Tour of Britain

1996
- Omloop Wase Scheldeboorden

1999
- 3e etappe Ronde van Namen

## Resultaten in voornaamste wedstrijden
| Jaar | Ronde van Italië | Ronde van Frankrijk | Ronde van Spanje |
| ---- | ---------------- | ------------------- | ---------------- |
| 1989 |                  |                     |                  |
| 1990 |                  |                     |                  |
| 1991 |                  | 109e                |                  |
| 1992 |                  |                     |                  |
| 1994 |                  | 98e                 |                  |
| 1995 |                  | opgave              |                  |

| Jaar | Milaan-San Remo | Gent-Wevelgem | Ronde van Vlaanderen | Amstel Gold Race | Luik-Bast.‑Luik | Ronde van Lombardije |
| ---- | --------------- | ------------- | -------------------- | ---------------- | --------------- | -------------------- |
| 1989 |                 |               |                      | 45e              | 80e             |                      |
| 1990 | 78e             |               |                      |                  | 28e             |                      |
| 1991 |                 |               |                      | 31e              | 44e             | 89e                  |
| 1992 |                 | 74e           | 53e                  |                  | 52e             |                      |
| 1994 |                 |               | 61e                  |                  | 72e             |                      |
| 1995 |                 |               |                      |                  | 69e             |                      |